# État de Judée
Pour les articles homonymes, voir Judée (homonymie).
Ne doit pas être confondu avec Yehoud Medinata.
 (juin 2023).
La mise en forme du texte ne suit pas les recommandations de Wikipédia : il faut le « wikifier ».
Les points d'amélioration suivants sont les cas les plus fréquents. Le détail des points à revoir est peut-être précisé sur la page de discussion.
- Les titres sont pré-formatés par le logiciel. Ils ne sont ni en capitales, ni en gras.
- Le texte ne doit pas être écrit en capitales (les noms de famille non plus), ni en gras, ni en italique, ni en « petit »…
- Le gras n'est utilisé que pour surligner le titre de l'article dans l'introduction, une seule fois.
- L'italique est rarement utilisé : mots en langue étrangère, titres d'œuvres, noms de bateaux, etc.
- Les citations ne sont pas en italique mais en corps de texte normal. Elles sont entourées par des guillemets français : « et ».
- Les listes à puces sont à éviter, des paragraphes rédigés étant largement préférés. Les tableaux sont à réserver à la présentation de données structurées (résultats, etc.).
- Les appels de note de bas de page (petits chiffres en exposant, introduits par l'outil «  Source ») sont à placer entre la fin de phrase et le point final[comme ça].
- Les liens internes (vers d'autres articles de Wikipédia) sont à choisir avec parcimonie. Créez des liens vers des articles approfondissant le sujet. Les termes génériques sans rapport avec le sujet sont à éviter, ainsi que les répétitions de liens vers un même terme.
- Les liens externes sont à placer uniquement dans une section « Liens externes », à la fin de l'article. Ces liens sont à choisir avec parcimonie suivant les règles définies. Si un lien sert de source à l'article, son insertion dans le texte est à faire par les notes de bas de page.
- La présentation des références doit suivre les conventions bibliographiques. Il est recommandé d'utiliser les modèles {{Ouvrage}}, {{Chapitre}}, {{Article}}, {{Lien web}} et/ou {{Bibliographie}}. Le mode d'édition visuel peut mettre en forme automatiquement les références.
- Insérer une infobox (cadre d'informations à droite) n'est pas obligatoire pour parachever la mise en page.

Pour une aide détaillée, merci de consulter Aide:Wikification.
Si vous pensez que ces points ont été résolus, vous pouvez retirer ce bandeau et améliorer la mise en forme d'un autre article.

Drapeau proposé de la Judée.

Emplacement proposé de l'État de Judée.

L'État de Judée (en hébreu : מְדִינַת יְהוּדָה, Medīnat Yəhuda) est un État halakhique proposé en Cisjordanie - territoire palestinien occupé - mis en avant par les juifs israéliens après que l'Organisation de libération de la Palestine (OLP) a déclaré un État palestinien en 1988, certains militants colons (principalement des kahanistes) craignaient que la pression internationale ne conduise Israël à se retirer de la Cisjordanie et ont cherché à jeter les bases d'un État juif orthodoxe en Cisjordanie si cela se produisait. La création de cet État a été annoncée dans un hôtel de Jérusalem le 27 décembre 1988. Le vétéran kahaniste Michael Ben-Horin a été déclaré président de l'État de Judée. En janvier 1989, plusieurs centaines de militants se sont réunis et ont annoncé leur intention de créer un tel État si Israël se retirait,,,,.
L'idée a été relancée à la suite du plan de désengagement unilatéral qui a abouti au retrait forcé des colons juifs de Gaza par l'Armée de défense d'Israël en 2005. En 2007, le rabbin Shalom Dov Wolpo a suggéré la création d'un nouvel État en Cisjordanie en cas de retrait israélien,.

## Drapeau
Le drapeau de la Judée ressemble beaucoup au drapeau d'Israël. Comme le drapeau d'Israël, il représente un symbole bleu sur fond blanc, entre deux bandes bleues horizontales, mais contrairement au drapeau d'Israël, le symbole est une menorah du Temple au lieu d'une étoile de David. Une autre version comporte une étoile de David d'un type différent de celui qui apparaît sur le drapeau d'Israël, ainsi que d'autres symboles.